# Richelieu–Rivière Sèche-vasútvonal
A Richelieu–Rivière Sèche-vasútvonal egy 41,4 km hosszú, normál nyomtávolságú megszűnt vasútvonal Richelieu és Rivière Sèche között Mauritiusban . A vonal normál nyomtávolságú, nem villamosított. 1964-ben zárt be a gazdaságtalan működés miatt.